# Piezas bucales de los insectos

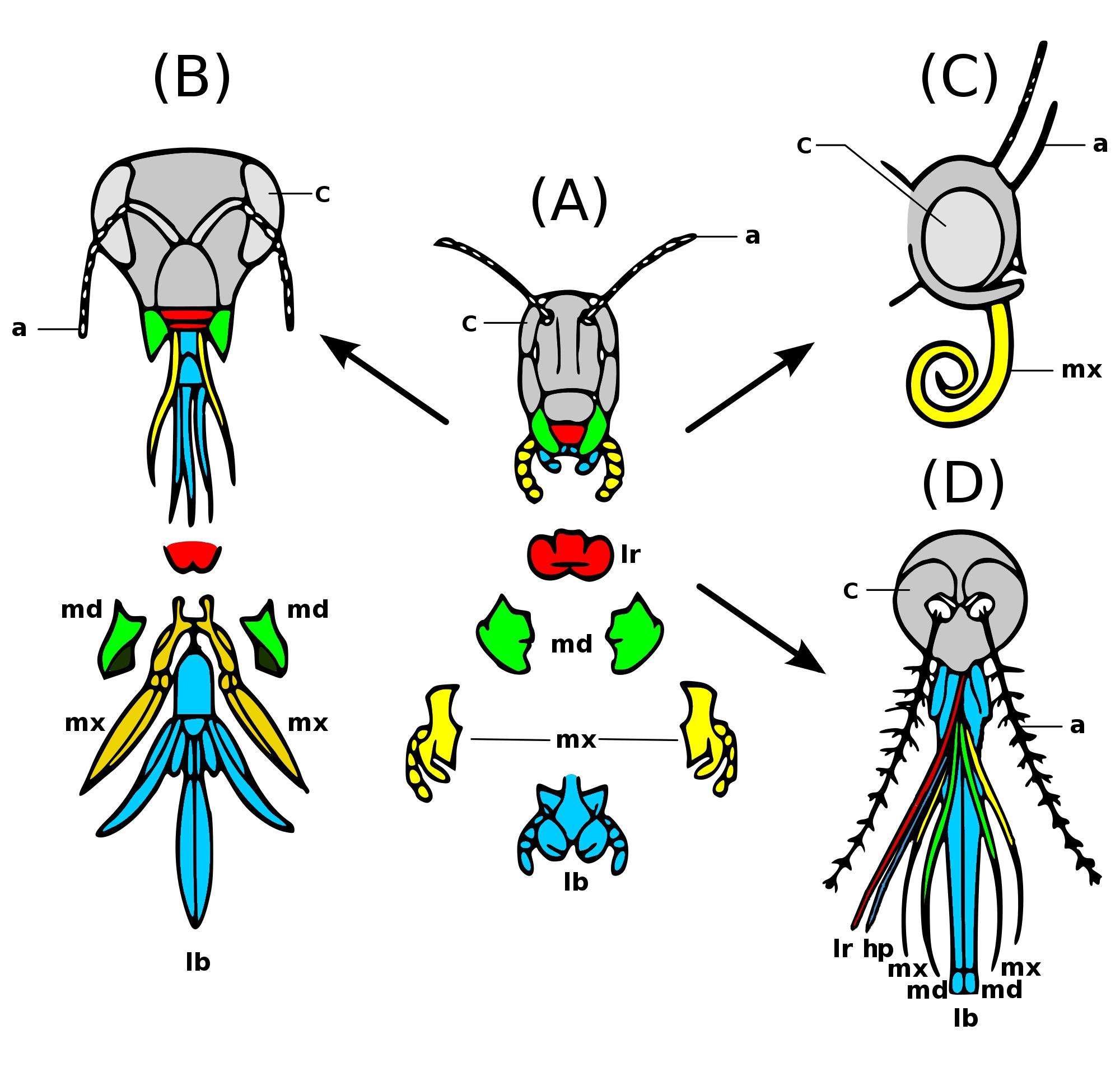
Radiación adaptativa de las piezas bucales de los insectos.
A. Piezas masticadoras de saltamonte. B. Piezas lamedoras de abeja. C. Piezas sifonadoras de mariposa. D. Piezas chupadoras de mosquito.
lr (rojo): labro, md (verde): mandíbulas, mx (amarillo): maxilas, lb (azul): labio.

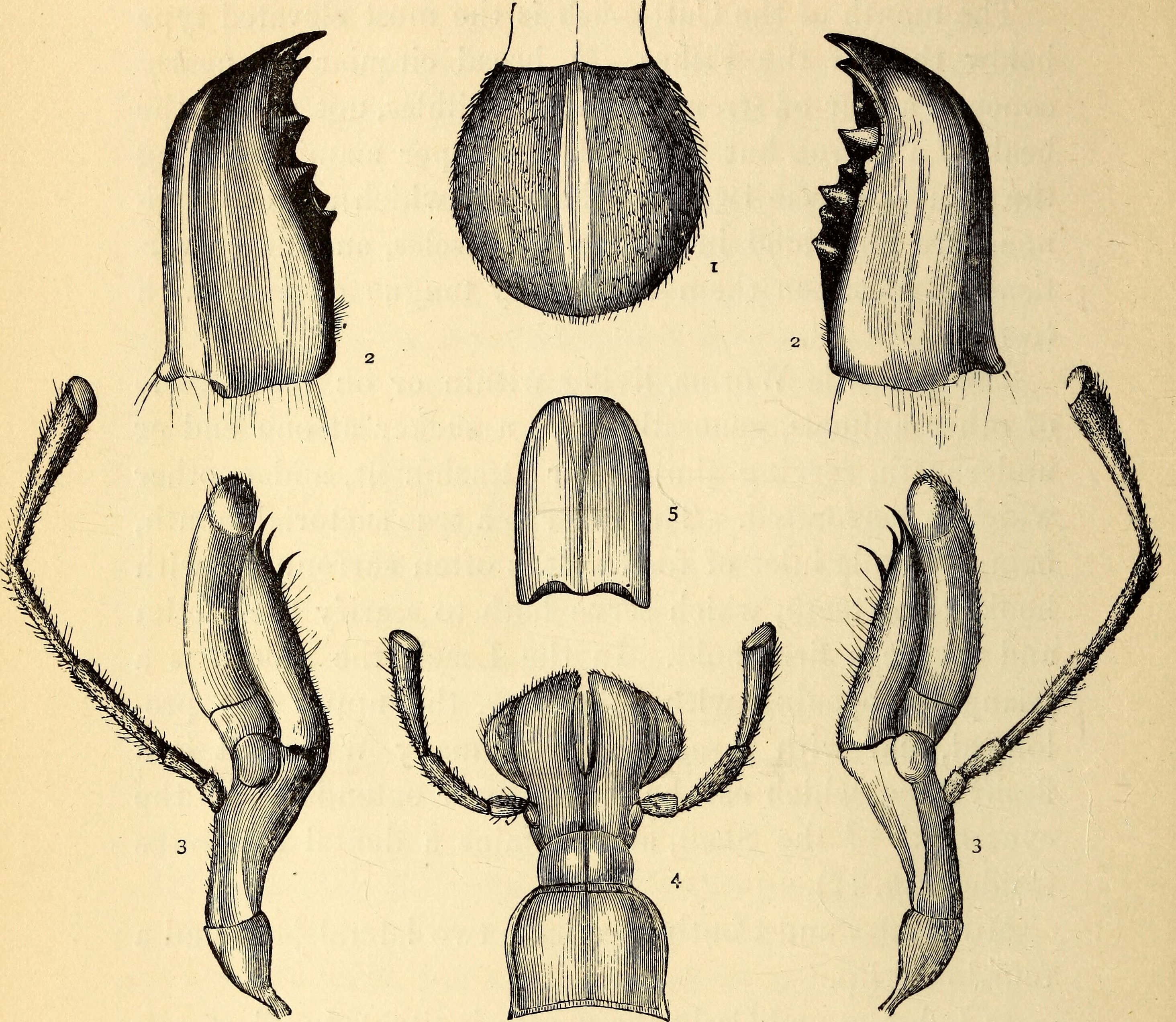
Piezas bucales de una langosta (Orthoptera), piezas masticatorias típicas:
1 Labro
2 Mandíbulas;
3 Maxilas
4 Labio
5 Hipofaringe.

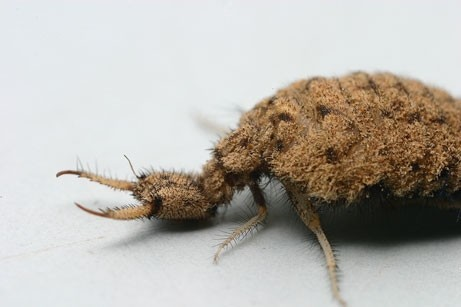
Piezas bucales de un depredador, larva de "león de hormigas", Myrmeleontidae

Los insectos tienen una gran variedad de piezas bucales, adaptadas a distintos tipos de alimentación. Los insectos más tempranos tenían piezas masticatorias. Las especializaciones han sido principalmente para perforar y succionar; si bien hay muchas variaciones dentro de estos tipos. Por ejemplo los mosquitos y los pulgones tienen piezas perforadoras chupadoras, pero las partes involucradas no son homólogas. Además la función es diferente, los mosquitos chupan sangre y los pulgones, la savia de plantas. 
La estructura primitiva de las piezas bucales de los insectos consta de los siguientes elementos:
- Labro (labrum o labio superior). Esclerito dorsal impar que recubre las demás piezas de la boca.
- Mandíbulas. Piezas pares con el margen interno cortante y a veces dentado que sirven para sostener y desmenuzar el alimento.
- Maxilas. Primer par de maxilas (= maxílulas de los crustáceos). Piezas pares provistas de un pequeño apéndice formado por varios artejos, llamados palpos maxilares.
- Labio (labium). Pieza impar, resultado de la fusión del segundo par de maxilas, dos piezas pares similares a las maxílulas; también existen palpos articulados, llamados palpos labiales.

## Evolución
Como la mayoría de las partes externas de los artrópodos, las piezas bucales de los insectos son muy derivadas. Tienen una multitud de mecanismos funcionales en la gran diversidad de especies de la clase Insecta. Normalmente se conservan importantes homologías. Pero también se dan casos de evolución convergente, en que partes no homólogas tienen apariencias similares y realizan funciones similares.
Cabe destacar que en insectos holometábolos, las piezas bucales de las larvas generalmente difieren profundamente de las del adulto o imago, por ejemplo orugas masticadoras y mariposas adultas con una espiritrompa sifonadora. Su dieta alimentaria es también muy diferente. 

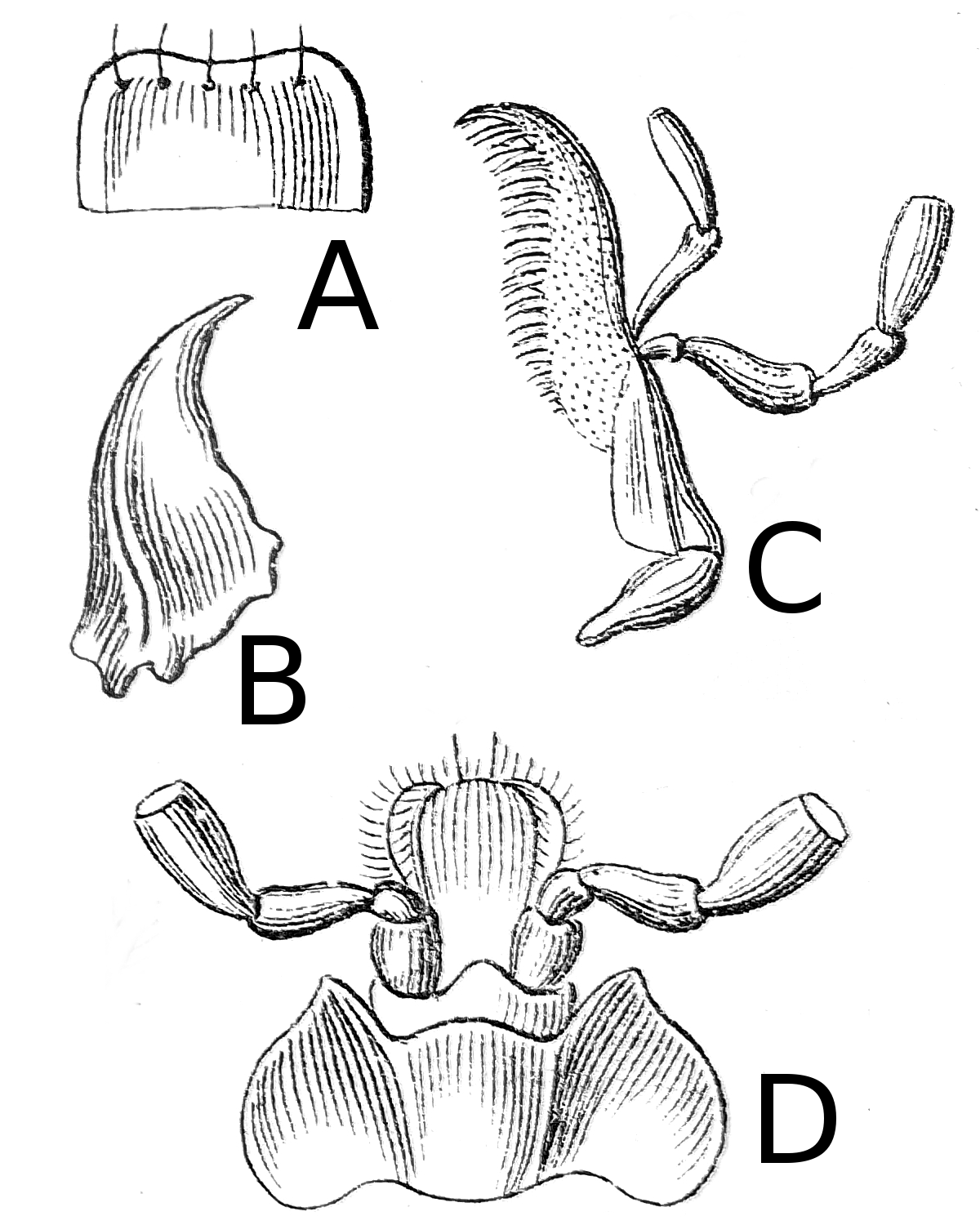
Piezas bucales de Coleoptera (Lebia chlorocephala). A. Labro. B. Mandíbula. C. Maxila. D. Labio.

### Piezas bucales masticadoras
Los escarabajos, saltamontes y libélulas tienen aparatos masticadores. Las larvas de muchos insectos tienen aparatos masticadores aunque los adultos tengan otro tipo de piezas bucales. Un ejemplo son las orugas de mariposas.

#### Mandíbula
El par de mandíbulas se encuentra detrás del labro y delante de las maxilas. En insectos masticadores son las piezas bucales más robustas y grandes; sirven para cortar, machacar o triturar los alimentos.  Los músculos abductores separan las mandíbulas lateralmente y los músculos aductores las juntan en el plano medio. Además de su uso en alimentación, las mandíbulas pueden ser usadas como herramientas o como armas de defensa o ataque.

#### Maxila
El par de maxilas está situado detrás de las mandíbulas. Manipulan el alimento. Están compuestas de los siguientes segmentos: cardo, estipes, palpígero, palpo maxilar, lacinia y galea.

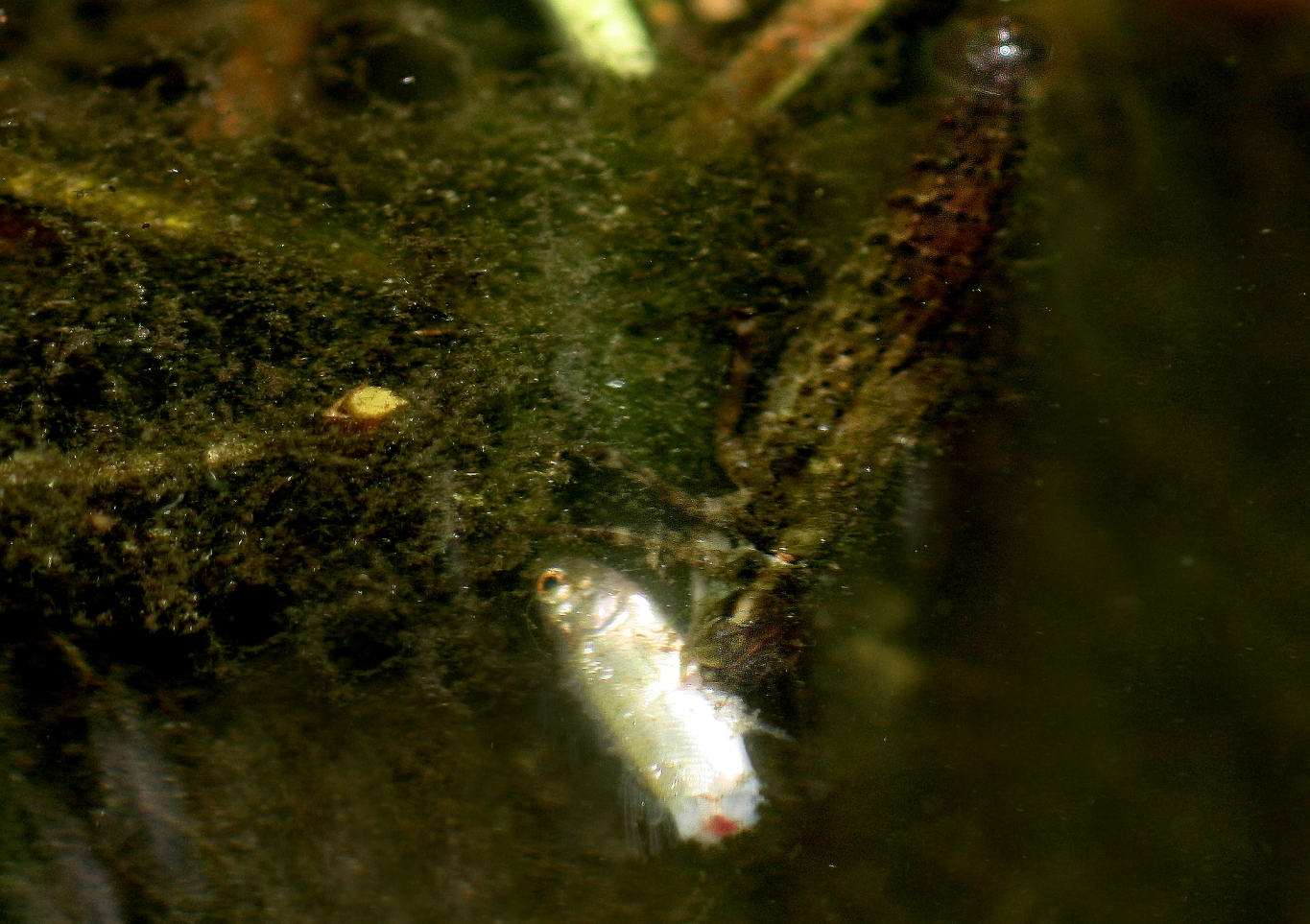
Ninfa de libélula alimentándose de un pez que atrapó con el labio y que sostiene con las otras piezas bucales. El labio es apenas visible entre el primer par de patas

#### Labio
El labio es una pieza impar, generalmente de forma cuadrangular. Está formado por la fusión de un par de maxilas secundarias. Es el componente principal del piso de la boca. Junto con las maxilas ayuda en la manipulación de la comida.
El labio está adaptado a otras funciones en algunos insectos. Uno de los casos más notables es el de las ninfas de Odonata. El labio es grande, fuerte y se mantiene plegado bajo la cabeza y el tórax. El insecto puede lanzarlo contra una presa, atrapándola e inyectándole veneno. Luego lo retrae para que las otras piezas bucales procedan a la preparación del alimento.
En la abeja doméstica y otras especies de abejas, el labio es alargado formando un tubo o lengua. En estos insectos las piezas bucales se clasifican como masticadoras, chupadoras.
La mariposa silvestre de la seda (Bombyx mandarina) es un ejemplo de un insecto con pequeños palpos labiales y sin palpos maxilares.

#### Hipofaringe
La hipofaringe tiene forma más o menos globular, ubicada en una posición medial. En muchas especies es membranosa y está asociada a las glándulas salivares. Así ayuda a tragar el alimento.

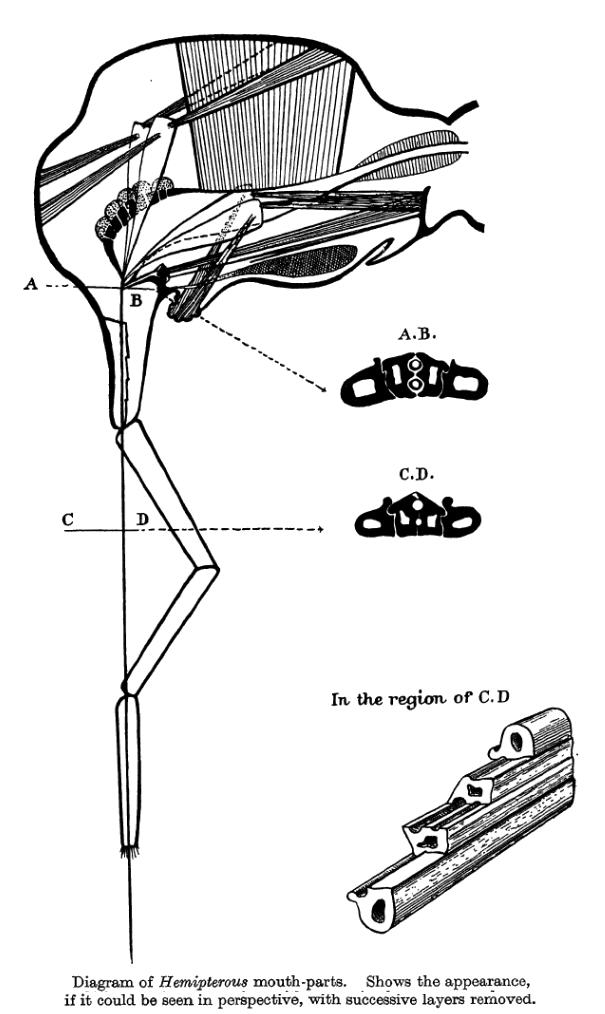
Piezas bucales de Hemiptera con mandíbulas y maxilas modificadas para perforar y con labio en forma de vaina.

### Piezas bucales perforadoras chupadoras
Los mosquitos y los hemípteros (chinches, etc.) tienen piezas bucales que perforan y luego chupan fluidos. Algunos son herbívoros como los pulgones y los saltahojas, otros son carnívoros como las chinches asesinas y los mosquitos hembras.

#### Pico
El rasgo característico de Hemiptera es su pico o rostro en que las mandíbulas y las maxilas modificadas forman un estilete dentro de una vaina formada por el labio. Las mandíbulas y maxilas están modificadas formando una probóscide dentro de una vaina formada por el labio. Usan estas piezas bucales para perforar, ya sea tejidos vegetales o animales y luego chupar los fluidos.

#### Estilete
Los mosquitos hembras adultos tienen una probóscide en forma de estilete que usan para perforar la piel y para chupar sangre. Los mosquitos inyectan una saliva con anticoagulantes con este órgano. El estilete está formado principalmente por el labro y por las mandíbulas y maxilas. Ordinariamente lo guardan dentro de una vaina o estuche formada por el labio que se pliega cuando el estilete está perforando la piel.

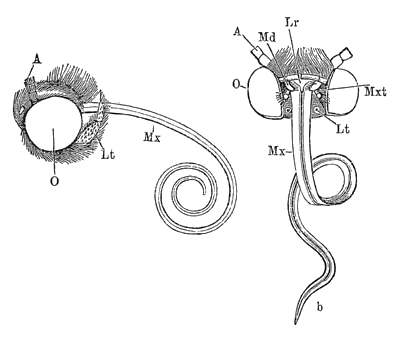
Espiritrompa de Zygaena (una polilla).

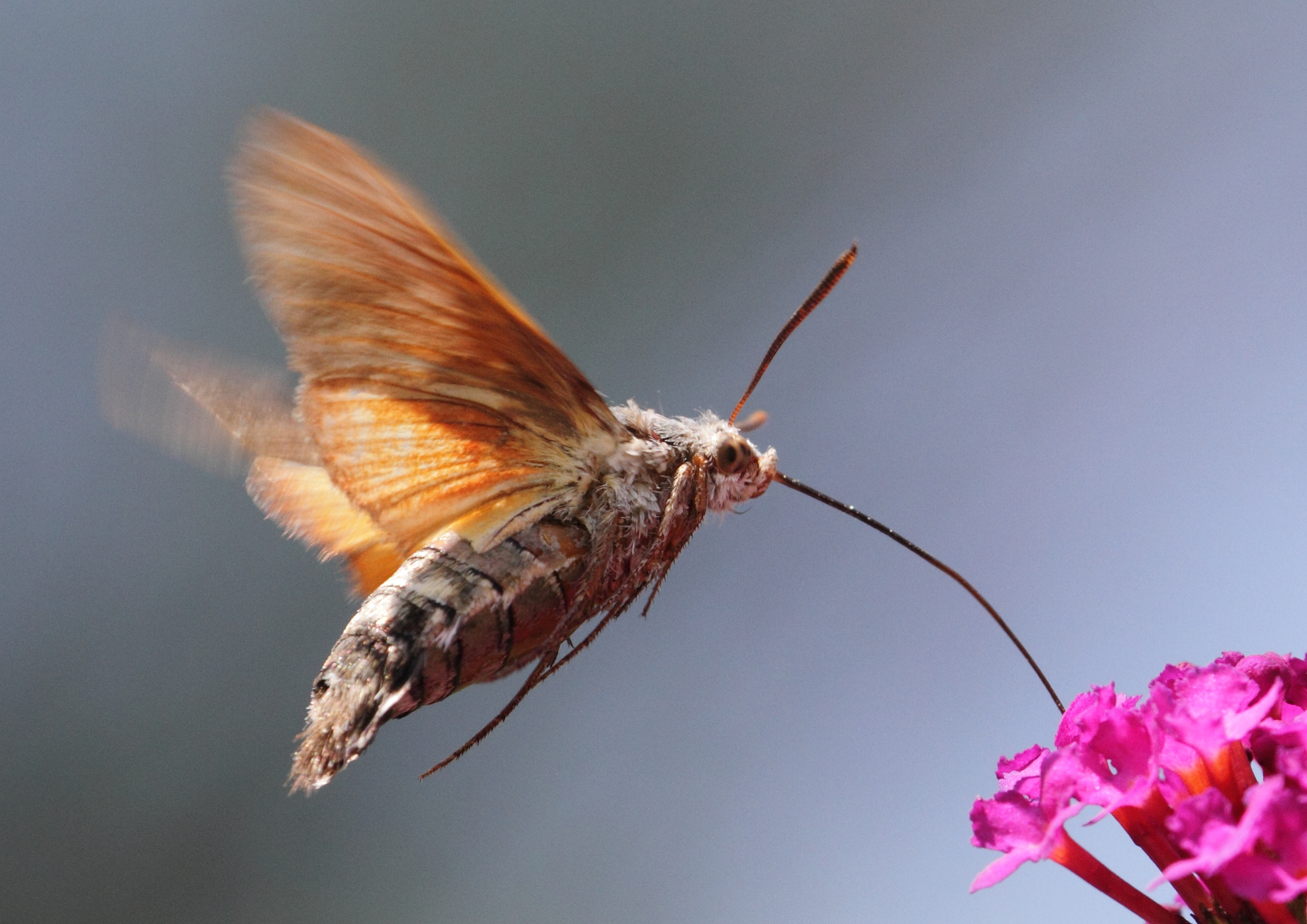
Macroglossum stellatarum libando néctar.

### Piezas bucales sifonadoras
Las mariposas y polillas tienen una lengua en forma de probóscide formada por las maxilas profundamente modificadas. Esta probóscide funciona como un sifón para absorber líquidos. No tienen partes perforadoras. Se alimentan solo de fluidos disponibles sin tener que perforar algo primero. La excepción son unas pocas especies (Serrodes y Achaea) que pueden perforar la piel de las frutas. Algunas mariposas y polillas adultas carecen de piezas bucales o solo tienen partes vestigiales, no funcionales. Tienen una vida muy corta y no se alimentan. La gran mayoría de especies de Lepidoptera carecen de mandíbulas, excepto por unas pocas en la superfamilia Micropterigoidea que tienen mandíbulas, además del sistema de sifón o proboscis. 

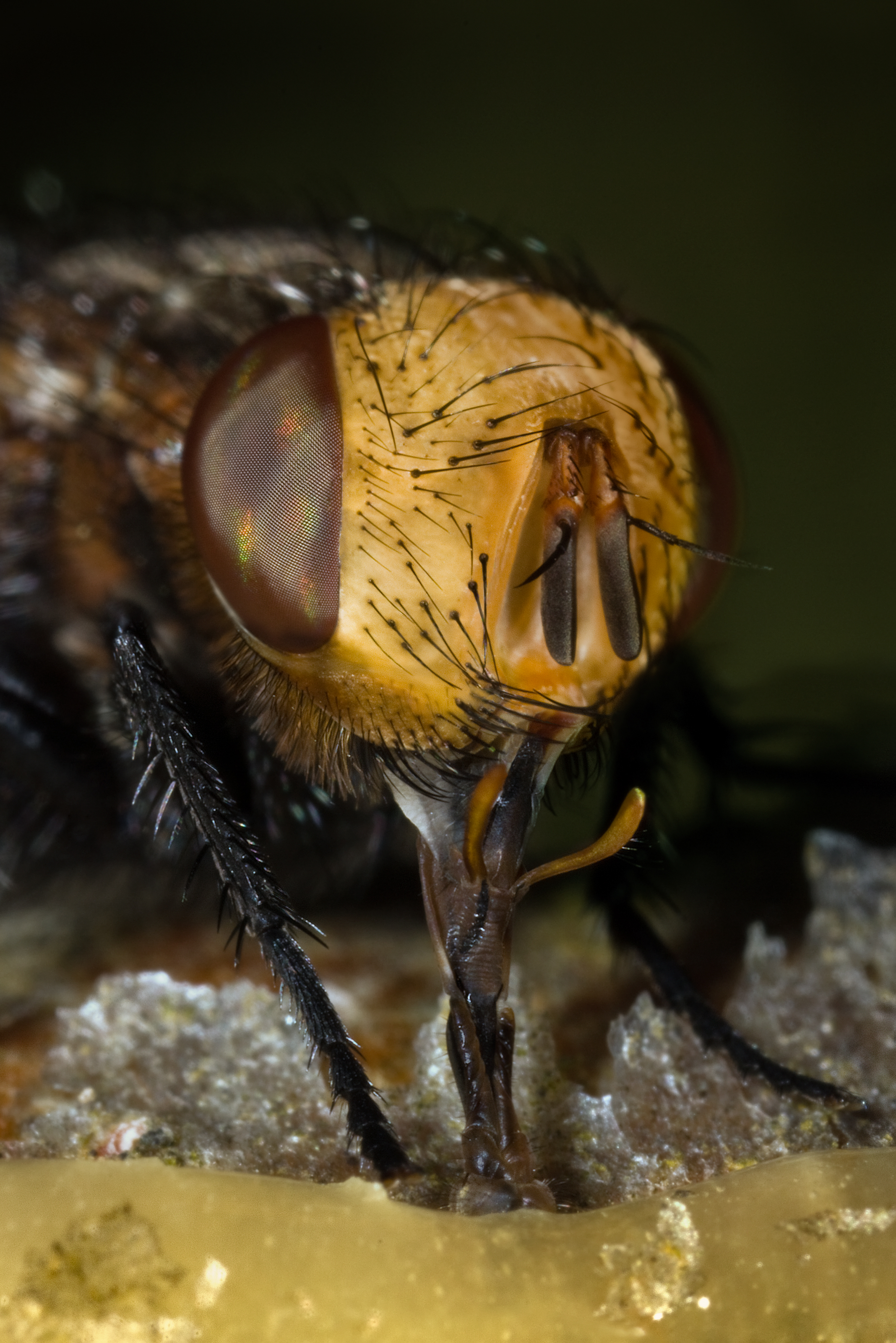
Proboscis de la mosca (Gonia capitata): observe el engrosamiento del labio, labelo.

### Piezas bucales chupadoras lamedoras
La mosca doméstica y muchos otros dípteros pueden lamer fluidos encontrados en la superficie. Las mandíbulas y maxilas están presente pero muy reducidas y no son funcionales. El labio es articulado y termina en una parte esponjosa, llamada labelo. El labelo tiene diminutos canales que actúan por capilaridad, llevando fluidos hacia el esófago. El insecto necesita convertir los sólidos a líquidos para ingerirlos. Inyecta su saliva en alimentos sólidos y las enzimas presentes inician la digestión antes de ingerir los alimentos.

## Mandíbulas
El labro es un amplio lóbulo que forma el techo de la cavidad preoral, suspendido del clípeo en frente de la boca y que forma el labio superior. En su lado interior, es membranosa y puede ser producido en un lóbulo medio, el epifaringe, teniendo algunos sensilias. El labrum se levanta lejos de las mandíbulas por dos músculos que surgen en la cabeza y se inserta medialmente en el margen anterior del labrum. Está cerrado contra las mandíbulas en parte por dos músculos que surgen en la cabeza y se inserta en los márgenes laterales posteriores en dos pequeños escleritos, la tormae, y, al menos en algunos insectos, por un resorte de resilina en la cutícula en la unión de la labrum con el clípeo. <-. Uso diferencial de los músculos -> Hasta hace poco, el labrum en general se considera asociada con el primera segmento de la cabeza. Sin embargo, estudios recientes de la embriología, la expresión génica, y la inervación del labrum muestran que está inervado por el tritocerebrum del cerebro, que son ganglios fusionados del tercer segmento de la cabeza. Este se forma a partir de la fusión de partes de un par de apéndices ancestrales que se encuentra en el segmento de tercera cabeza, mostrando su relación. Su ventral, o interior, de la superficie es generalmente membranosa y forma el lóbulo-. como epifaringe, que lleva mechanosensilla y chemosensilla
Los insectos masticadores tienen dos mandíbulas, una a cada lado de la cabeza. Las mandíbulas están colocadas entre el labro y las maxilas. Las mandíbulas cortan y trituran los alimentos, y pueden ser utilizados para la defensa; en general, tienen un borde de corte apical, y la zona de los molares más basales muele la comida. Pueden ser extremadamente duras (alrededor de 3 en Mohs, o una dureza de penetración de alrededor de 30 kg / mm  2 ). Por lo tanto, muchas termitas y escarabajos no tienen ninguna dificultad física en perforar a través de láminas fabricadas con metales comunes como el cobre, el plomo, el estaño y el zinc. Suelen reforzarse mediante la adición de zinc, manganeso, o rara vez, el hierro, en cantidades de hasta un 4% del peso seco. Por lo general son las piezas bucales más grandes de los insectos masticadores, que se utilizan para masticar (corte, desgarro, aplaste, mastique) productos alimenticios. Se abren hacia el exterior (a los lados de la cabeza) y se unen medialmente. En insectos masticadores carnívoros, las mandíbulas pueden ser modificados para ser más similar a un cuchillo, mientras que en los insectos masticadores herbívoros son más típicamente ancho y plano en sus caras opuestas (por ejemplo, orugas). En los escarabajos ciervo machos, las mandíbulas se modifican en un grado tal que no sirven ninguna función de alimentación, sino que se utilizan para defender los sitios de apareamiento de otros machos. En hormigas, las mandíbulas también cumplen una función defensiva (en particular en las castas de soldado). En las hormigas toro, las mandíbulas son largas y dentada, utilizadas como apéndices para la caza y defensa.
Situadas debajo de las mandíbulas, a la par maxilar e manipular alimentos durante la masticación. Los maxilares pueden tener pelos y "dientes" a lo largo de sus márgenes interiores. Al margen exterior, la galea es una forma de copa o de la estructura de la cucharada-como, que se sienta sobre el borde exterior del labio. También tienen palpadores, que se utilizan para detectar las características de los alimentos potenciales. Los maxilares ocupan una posición lateral, uno a cada lado de la cabeza detrás de las mandíbulas. La parte proximal del maxilar superior consta de un cardo basal, que tiene una única articulación con la cabeza, y una placa plana, las estipes, articuladas al cardo. Tanto el cardo como las estipes están débilmente unidas a la cabeza por la membrana por lo que son capaces de movimiento. Distal sobre los estipes son dos lóbulos, un lacinea interior y una exterior Galea, uno o ambos de los cuales puede estar ausente. Más lateralmente en los estipes hay un compuesto articulado por un número de segmentos; en ortópteros hay cinco que se insertan en el cardo, y los músculos aductores ventrales surgidas en la tienda del cerebelo se insertan tanto en cardo y estípites. Con origen en los estípites son los músculos flexores de lacinea y galea y otro flexor lacineal surge en el cráneo, pero ni el lacinea ni la galea tiene un músculo extensor. El palpo tiene elevador del ano y músculos depresores que se plantean en los estípites, y cada segmento del palpo tiene un solo músculo que causa la flexión del siguiente segmento.
En partes de la boca, el labio es una estructura cuadrúpeda, aunque se forma a partir de dos anillos condensados maxilares secundaria. Esto puede ser descrito como el piso de la boca. Con los maxilares, ayuda con la manipulación de los alimentos durante la masticación o, en el caso inusual de la libélula ninfa que se extiende hacia fuera para jalas la presa de nuevo a la cabeza, donde las mandíbulas pueden comerlo. El labio es similar en estructura a la maxilar, pero con los apéndices de los dos lados fusionadas por la línea media, por lo que vienen a formar una placa de mediana. La parte basal del labio, equivalente a los Cardines maxilares y posiblemente incluyendo una parte del esternón del segmento labial, se llama la postmentum. Esto puede ser subdividida en un submentum proximal y un mentón distal. Distal a la postmentum, y equivalente a los stipites maxilares fusionados, es el prementum. El prementum cierra la cavidad preoral desde atrás. Terminal, lleva cuatro lóbulos, dos glosas interiores, y dos paraglossae exterior, que se conocen colectivamente como el ligula. Uno o ambos pares de lóbulos pueden estar ausentes o pueden estar fusionados.
La hipofaringe es un lóbulo medio inmediatamente detrás de la boca, que se proyecta hacia delante desde la parte posterior de la cavidad preoral; se trata de un lóbulo de origen incierto, pero tal vez asociado con el segmento mandibular; en apterygotes, tijeretas, y las efímeras ninfales, la hipofaringe lleva un par de lóbulos laterales, el superlinguae (singular: superlingua ). Se divide la cavidad en una bolsa de alimentos dorsal, o cibarium, y una salivarium ventral en la que se abre el conducto salival. Se encuentra comúnmente fusionado al libium. La mayor parte de la hipofaringe es membranosa, pero la cara adoral se esclerotizados distal y proximal contiene un par de escleritos suspensorios que se extienden hacia arriba para terminar en la pared lateral de la estomodeo. Los músculos que surgen en el frons se insertan en estos escleritos, que distalmente están articuladas a un par de escleritos linguales. Estos, a su vez, se han insertado en los pares de los músculos que se producen al tentorium y labio. Los diversos músculos sirven para balancear los delanteros hipofaringe y la espalda, y en la cucaracha, dos músculos más corren a través de la hipofaringe y dilatan el orificio salival y ampliar la salivarium.
|  |
|  |

|  |
|  |

|  |
|  |

|  |
|  |

|  |
|  |

|  |
|  |

|  |
|  |

### Sifón
La probóscide <- o probosces (plural - probóscides) -> se forman a partir de maxilar galeae y es la adaptación se encuentra en algunos insectos para chupar Los músculos de la faringe o cibarium están fuertemente desarrollados y constituyen la bomba. En Hemiptera y muchos Diptera, que se alimentan de los fluidos dentro de las plantas o los animales, algunos componentes de las piezas bucales se modifican para la perforación, y las estructuras alargadas son llamadas estiletes. Las estructuras tubulares combinados se conocen como la proboscis, aunque la terminología especializada se utiliza en algunos grupos.
En especies de lepidópteros, que consta de dos tubos unidos por ganchos y separable para la limpieza. Cada tubo es cóncava hacia dentro, formando así un tubo central a través del cual se aspira la humedad. La aspiración se realiza a través de la contracción. Ellos brillan y cinco segmentados en algunas de las familias más basales, y con frecuencia se doblan. El. forma y dimensiones de la probóscide han evolucionado para dar diferentes especies de más amplia y por lo tanto, las dietas más ventajosas Hay una alométrico relación de escala entre la masa corporal de los lepidópteros y la longitud de la probóscide de la que una salida de adaptación interesante es la inusualmente larga de lengua polilla halcón Xanthopan morgani praedicta. Charles Darwin predicho la existencia y la probóscide longitud de esta polilla antes de su descubrimiento basado en su conocimiento de la tan estimulado orquídea estrella de Madagascar Angraecum sesquipedale
|  |
|  |

|  |
|  |

|  |
|  |

|  |
|  |

### Esponjas
Las piezas bucales de los insectos que se alimentan de los fluidos son modificados de diversas maneras para formar un tubo a través del cual el líquido pueda mezclarse en la boca y por lo general otra a través del cual pasa la saliva. Los músculos de la faringe o cibarium se desarrollan fuertemente para formar una bomba. En moscas no-mordedoras, las mandíbulas están ausentes y otras estructuras se reducen.; los palpos labiales se han modificado para formar el labelo y los palpos maxilares están presentes, aunque a veces corto. En Brachycera, el labelo es especialmente destacado y utilizarse para la esponja alimento líquido o semilíquido. El labelo es una estructura compleja que consta de muchos surcos, llamado pseudotrachea, que son líquidos o secreciones salivales de la labella ayudar a disolver y recoger las partículas de alimentos para que puedan ser más fácilmente absorbidos por el pseudotracheae; esto se cree que se producen por la acción capilar. El alimento líquido se extrae a continuación, a partir de la pseudotracheae a través del canal de alimentación en el esófago.
Las piezas bucales de las abejas son de masticación y de recubrimiento para la succión. El pulido es un modo de alimentación en la que el líquido o semilíquido adherente de alimentos a un órgano protrusible, o "lengua", se transfiere de sustrato a la boca. En el abeja de la miel (Hymenoptera: Apidae: Apis mellifera), forman el glosas labial alargada y fusionado una lengua vellosa, que está rodeado por el maxilar galeae y los palpos labiales para formar una trompa tubular que contiene un canal de alimentación. En la alimentación, la lengua se sumerge en el néctar o miel, que se adhiere a los pelos, y luego se retrae de manera que el líquido adherido se realiza en el espacio entre la galeae y palpos labiales. Este movimiento glossal de ida y vuelta se produce repetidamente. Movimiento de líquido a la boca resulta aparentemente de la acción de la bomba cibarial, facilitado por cada uno de retracción de la lengua empujando líquido hasta el canal de alimentos.
|  |
|  |

|  |
|  |